# Route nationale 422a
La route nationale française 422A, ou RN 422A, était une route nationale française reliant Baldersheim à Rixheim où elle débouchait sur la RN 66, permettant ainsi le contournement de Mulhouse.
À la suite de la réforme de 1972, la RN 422A a été déclassée en RD 201.

## Ancien tracé
- Baldersheim
- Île Napoléon, commune de Mulhouse
- Rixheim